# Albert (Somme)
Albert é uma comuna francesa na região administrativa de Altos da França, no departamento de Somme. Estende-se por uma área de 13.8 km². Em 2010 a comuna tinha 9 973 habitantes (densidade: 722,7 hab./km²).